# 335 до н. е.

## Події
- похід війська Александра Македонського на Балкани, розбиті трибали, піони, гети, тавлантії
- Облога Фів

### Астрономічні явища
- 24 червня. Повне сонячне затемнення.[1]
- 17 грудня. Часткове сонячне затемнення.[1]

## Народились
- Піфон — діадох.

## Померли
- правитель Сіракуз та східної Сицилії Тімолеонт